# Septembre 1963

## Évènements
- À la mort d’Ahmad Hilmi Pacha, Ahmas al-Shuqayri est nommé représentant de la Palestine au Conseil de la LEA.

- 1er septembre, Belgique : entrée en vigueur de la loi sur la délimitation de la frontière linguistique.

- 5 septembre, automobile : à Bonneville Salt Flats, Craig Breedlove établit un nouveau record de vitesse terrestre : 657,114 km/h.

- 8 septembre
  - Algérie : adoption de la première Constitution du pays indépendant[1]. Voir : Constitution algérienne de 1963.
  - Formule 1 : à l'issue de sa victoire - la 8e de sa carrière - lors du GP d'Italie, septième épreuve de la saison, Jim Clark remporte le Championnat du monde de Formule 1 au volant d'une Lotus-Climax.

- 10 septembre, Côte d'Ivoire : formation du gouvernement Houphouët-Boigny (3).

- 12 septembre, France : annonce du plan de stabilisation.

- 15 septembre :
  - Algérie : Ahmed Ben Bella devient président de la République.
  - France : banquet des « 1 000 » : 1 200 hommes politiques d'opposition (des communistes au centre-droit).

- 16 septembre : élargissement de la fédération de Malaysia à Singapour, Sarawak, Sabah et Brunei afin d’éviter une mainmise des communistes sur Singapour. La nouvelle fédération se heurte à l’hostilité des Philippines, qui avait des vues sur le Sabah et à celle du président indonésien Soekarno, qui estime que Bornéo fait partie du territoire indonésien. Jusqu’en 1966, l’armée indonésienne harcèle la fédération, obligeant l’armée britannique à prendre position au Sarawak.

- 21 septembre : tensions frontalières entre l'URSS et la Chine.

- 25 septembre : coup d’État militaire en République dominicaine. Le président Juan Bosch est remplacé par un triumvirat qui ne tient pas ses promesses de retour à la démocratie et fait l’objet d’attaque de la part des secteurs de l’armée favorables à l’organisation d’élections et du retour de Bosch (constitutionnalistes). Les États-Unis s’opposent au coup d’État.

- 29 septembre : révolte Kabyle contre la nouvelle dictature en Algérie. Révolte menée par Hocine Ait Ahmed et Mohand Oulhadj.

## Naissances
- 2 septembre : Gerard Gallant, joueur professionnel de hockey sur glace.
- 3 septembre : 
  - Mike Wallace, homme politique canadien.
  - Amber Lynn, actrice de charme américaine.
- 4 septembre : Tim Aymar, musicien américain († 14 février 2023).
- 9 septembre : Christopher Coons, sénateur des États-Unis pour le Delaware depuis 2010.
- 13 septembre : Floribert Chebeya, militant congolais des droits de l'homme († 2 juin 2010).
- 14 septembre :
  - Franck Butter, joueur de basket-ball français.
  - José Ignacio Echániz, homme politique espagnol.
  - Gerald Hertneck, joueur d'échecs allemand.
  - Clarence Saunders, athlète bermudien spécialiste du saut en hauteur.
- 16 septembre : Luc Frieden, homme d'État luxembourgeois.
- 17 septembre : Gian-Carlo Coppola, acteur américain († 26 mai 1986).
- 19 septembre : Jarvis Cocker, chanteur, musicien, et animateur de radio britannique, leader du groupe Pulp.
- 27 septembre : Haïm Korsia, Rabbin français et grand rabbin de France depuis 2014.
- 28 septembre : Luis Arce, économiste et homme d'État bolivien.
- 29 septembre : Dave Andreychuk, joueur professionnel de hockey sur glace.

## Décès
- 4 septembre : Robert Schuman, père de l'Europe.
- 8 septembre : Leslie Gordon Bell, homme politique.
- 24 septembre: Eline Eriksen, mannequin danoise, qui servit de modèle pour la statue La Petite Sirène de Copenhague